# Пышненский сельсовет
Пышненский сельсовет — упразднённая административная единица на территории Лепельского района Витебской области Белоруссии. Население — 803 человека (2009).

## История
27 июня 2008 года был упразднена деревня Каменка. 10 октября 2013 года сельсовет был упразднён его территория вошла всостав Стайского сельсовета.

## Состав
Пышненский сельсовет включал 23 населённых пункта:
- Антоновка — деревня.
- Большие Пышногоры — деревня.
- Заболотье — деревня.
- Заборье — деревня.
- Закаливье — деревня.
- Заполье — деревня.
- Заровье — деревня.
- Звезда — деревня.
- Клевзы — деревня.
- Кривки — деревня.
- Кривцы — деревня.
- Малые Пышногоры — деревня.
- Новины — деревня.
- Новоселки — деревня.
- Осье — деревня.
- Поплавки — деревня.
- Пунище — деревня.
- Пышно — деревня.
- Савин Дуб — деревня.
- Слободка — деревня.
- Соломахи — деревня.
- Студенка — деревня.
- Уберцы — деревня.

## Население
Согласно переписи 2009 года на территории сельсовета проживало 803 человека, среди которых 95,4 % — белорусы, 3,5 % — русские.